# Hydraena dorrigoensis
Hydraena dorrigoensis är en skalbaggsart som beskrevs av Perkins 2007. Hydraena dorrigoensis ingår i släktet Hydraena och familjen vattenbrynsbaggar. Inga underarter finns listade i Catalogue of Life.